# Mr. Incredible and Pals
Mr. Incredible and Pals é um curta de animação americano de 2005 produzido pela Pixar, que foi incluído como um recurso bônus no lançamento em DVD de seu filme de 2004, Os Incríveis. Apresenta os personagens Mr. Incredible e Frozone do filme, além de um ajudante de coelho de "animal fofo" chamado Mister Skipperdoo, perseguindo e capturando o supervilão Lady Lightbug.
O filme é animado no estilo de animação limitada que intencionalmente parodia os desenhos animados de baixo orçamento e de baixa qualidade da televisão no sábado de manhã que foram ao ar regularmente durante as décadas de 1950 e 1960.
Mr. Incredible and Pals é o primeiro de três curtas-metragens produzidos pela Pixar Animation Studios, que foram animados em animações 2D tradicionais desenhadas à mão, em vez de animação por computador. O segundo curta, Your Friend the Rat, foi produzido em 2007 e incluído como parte do lançamento em DVD de Ratatouille. O terceiro, Day & Night, produzido em 2010, foi lançado nos cinemas com Toy Story 3.

## Enredo
O episódio começa com o Sr. Incrível, Frozone e o Sr. Skipperdoo preenchendo os telespectadores em eventos anteriores. Uma vilã do mal chamada Lady Lightbug (descrita por Incredible como "sinistra, mas adorável") roubou a West River Bridge, deixando carros presos nos dois lados do rio. Resolvendo alterar a situação, Frozone constrói uma ponte temporária de gelo e os três se afastam para encontrar seu inimigo.
Chegando a um parque de diversões abandonado, o Sr. Incrível procura por Lady Lightbug, levantando vários objetos e afirmando que ela não está sob nenhum deles. Skipperdoo salta para ressaltar que a ponte desaparecida está atrás dele. De repente, Lady Lightbug voa e informa a eles todo o seu plano maligno de roubar as pontes do mundo livre, criando congestionamentos de tráfego maciços e, assim, destruindo suas economias.
Ela então tira uma linha de seda radioativa do abdômen, prendendo Frozone e deixando tudo como perdido. O Sr. Incrível joga uma roda gigante nela, para a qual ela se esquiva. Ele então pula em uma montanha-russa, que decola voando em direção a Lady Lightbug. Incredible então a derruba, derrotando-a.
A ponte desaparecida é restaurada e tudo volta ao normal graças ao Sr. Incredible, Frozone e Skipperdoo; Incredible acrescenta "e democracia". O final do episódio apresenta um breve teaser do próximo episódio, que apresenta uma gigantesca espiga antropomórfica de milho gritando: "Vou esmagá-lo, Sr. Incrível!" antes de rir maldosamente enquanto os dois se preparam para lutar.

## Elenco
- Roger Jackson como O Narrador/Evil Cornhead
- Pete Docter como Mr. Incredible
- Michael Asberry como Frozone
- Celia Shuman como Lady Lightbug

## Ligações Externas
- Mr. Incredible and Pals. no IMDb.